# Уолден (тауншип, округ Касс, Миннесота)
Уолден (англ. Walden) — тауншип в округе Касс, Миннесота, США. На 2000 год его население составило 405 человек.

## География
По данным Бюро переписи населения США площадь тауншипа составляет 93,7 км², из которых 93,6 км² занимает суша, а 0,1 км² — вода (0,11 %).

## Демография
По данным переписи населения 2000 года здесь находились 405 человек, 143 домохозяйства и 108 семей.  Плотность населения —  4,3 чел./км².  На территории тауншипа расположено 166 построек со средней плотностью 1,8 построек на один квадратный километр. Расовый состав населения: 99,26 % белых, 0,25 % коренных американцев, 0,25 % — других рас США и 0,25 % приходится на две или более других рас. Испанцы или латиноамериканцы любой расы составляли 0,49 % от популяции тауншипа.
Из 143 домохозяйств в 36,4 % воспитывались дети до 18 лет, в 62,9 % проживали супружеские пары, в 8,4 % проживали незамужние женщины и в 23,8 % домохозяйств проживали несемейные люди. 20,3 % домохозяйств состояли из одного человека, при том 7,7 % из — одиноких пожилых людей старше 65 лет. Средний размер домохозяйства — 2,80, а семьи — 3,20 человека.
32,1 % населения — младше 18 лет, 5,7 % — в возрасте от 18 до 24 лет, 25,9 % — от 25 до 44, 23,5 % — от 45 до 64, и 12,8 % — старше 65 лет. Средний возраст — 37 лет. На каждые 100 женщин приходилось 97,6 мужчин.  На каждые 100 женщин старше 18 приходилось 92,3 мужчин.
Средний годовой доход домохозяйства составлял 34 063 доллара, а средний годовой доход семьи —  42 143 доллара. Средний доход мужчин —  26 250  долларов, в то время как у женщин — 16 607. Доход на душу населения составил 13 678 долларов. За чертой бедности находились 9,4 % семей и 15,8 % всего населения тауншипа, из которых 21,4 % младше 18 и 18,2 % старше 65 лет.